# Privatwald
Befindet sich Wald nicht im Eigentum von Städten, Gemeinden (siehe Körperschaftswald), Kirchen oder in der Hand des Staates (Staatsforst), spricht man von Privatwald. Es handelt sich also um Wald im Eigentum privater Waldbesitzer, die natürliche oder juristische Personen oder auch Personengesellschaften sein können.

## Einteilung
In der Forstwissenschaft wird der Privatwald in verschiedene Unterkategorien aufgeteilt.
Diese an der Größe des einzelnen Waldbesitzes orientierten Kategorien sind in Deutschland:
- Kleinstprivatwald (Größe: unter 5 Hektar)
- Kleinprivatwald (Größe: 5 – 200 Hektar)
- mittlerer Privatwald (Größe: 200 – 1.000 Hektar)
- Großprivatwald (Größe: über 1.000 Hektar), der nur etwa 6 Prozent der Waldfläche der alten Bundesländer einnimmt. Auf dem Gebiet der DDR hatten die evangelischen Kirchen hingegen über 30.000 Hektar Privatwald und eine bedeutende eigene Forstverwaltung mit eigenen Trachten und Abzeichen.[1]

In Österreich gelten die Kategorien:
- Kleinwald (bis 200 ha)
- Großwald (mehr als 200 ha)

## Entstehung
Privatwälder weisen oftmals eine unterschiedliche Entstehungsgeschichte auf.
- Großprivatwald entstand überwiegend dadurch, dass mediatisierte Herrschaften (z. B. Fürstenhäuser[2]) ihren Waldbesitz fast vollständig behalten durften.
Dazu zählt beispielsweise der Wald des Hauses Thurn und Taxis, Deutschlands größter Wald einer Privatperson mit 28.000 Hektar (nach einer Angabe 2012;[3] nach eigener Angabe 2010: nach einem größeren Verkauf an Adolf Merckle immer noch 20.000 Hektar).[4] In Österreich ist der genauso große Mayr-Melnhofsche Besitz aber Erfolg einer bürgerlichen Unternehmerdynastie. Die habsburgischen Besitzungen sind in den Bundesforsten aufgegangen.
- Mittlerer Privatwald entstand (und entsteht) entweder durch Teilung von Großprivatwäldern (z. B. durch Erbteilung oder Verkauf), in erster Linie aber durch den Flächenverkauf von Waldflächen
Beispiel sind hier die neuen Bundesländer Deutschlands: Im Zuge der Bodenreform wurde in den Jahren 1945 bis 1949 Großgrundbesitzern in der sowjetischen Besatzungszone Land entschädigungslos entzogen und auf Flüchtlinge und ehem. Landwirte verteilt (Junkerland in Bauernhand). Nach dem Mauerfall wurde beschlossen, den so enteigneten Privatwald der DDR nicht an die ursprünglichen Eigentümer zurückzugeben, sondern mit Hilfe der BVVG Bodenverwertungs- und -verwaltungs GmbH an neue Privateigentümer zu veräußern. Hierbei entstanden überwiegend Flächen zwischen 200 und 1000 Hektar Größe.
- Klein- und Kleinstprivatwald entstand in den meisten Fällen aus Bauernwäldern. Im 19. Jahrhundert wurden die bis dahin gemeinschaftlich als Allmende bewirtschafteten Flächen unter den berechtigten Bauern aufgeteilt. Um eine gerechte Verteilung der Waldfläche zu garantieren, erhielten die Bauern in der Regel nicht eine Parzelle, sondern mehrere Parzellen unterschiedlicher Bodengüte und Bestockung. In Gebieten der Realteilung (Süddeutschland, Österreich) wurden die teilweise sehr kleinen Grundstücke zudem zusätzlich geteilt, was zu einer Parzellierung und Zerstückelung der Waldfläche führte, was eine Bewirtschaftung heutzutage teilweise unmöglich macht.

## Privatwald in Europa

### Deutschland
Der insgesamt rund 11,4 Millionen Hektar große Wald in Deutschland befindet sich zu 48,0 Prozent im privaten Eigentum. Den größten Besitzanteil hat der Privatwald mit 66,8 Prozent der Waldfläche in Nordrhein-Westfalen, den geringsten Anteil mit nur 24,5 Prozent in Hessen. In Deutschland gibt es knapp 2 Millionen Privatwaldeigentümer. Die Durchschnittsgröße der deutschen Privatwälder liegt bei 3 Hektar. Während sich in der Eigentumsgrößenklasse über 1.000 Hektar nur 13 Prozent der Privatwaldfläche befinden, entfallen 50 Prozent der Fläche und 98 Prozent der Eigentümer auf den Kleinprivatwald bis 20 Hektar Größe. Die DBU Naturerbe GmbH ist mit rund 60.000 Hektar Gesamtfläche (inklusive Offenlandflächen) die größte Privatwaldbesitzerin in Deutschland. Von den Kirchen in Deutschland werden rund 150.000 Hektar Wald verteilt auf über 6.500 Rechtsträger (Pfarreien, Klöster, Stiftungen, Bistümer) bewirtschaftet. Auch wenn die Kirchen zum großen Teil Körperschaften des öffentlichen Rechts sind, zählt der Kirchenwald zum Privatwald.
| Bundesland             | Privatwaldfläche bis 20 ha | Privatwaldfläche über 20 bis 50 ha | Privatwaldfläche über 50 bis 100 ha | Privatwaldfläche über 100 bis 200 ha | Privatwaldfläche über 200 bis 500 ha | Privatwaldfläche über 500 bis 1.000 ha | Privatwaldfläche über 1.000 ha | Privatwaldfläche gesamt a |
| ---------------------- | -------------------------- | ---------------------------------- | ----------------------------------- | ------------------------------------ | ------------------------------------ | -------------------------------------- | ------------------------------ | ------------------------- |
| Baden-Württemberg      | 242.232 ha                 | 50.628 ha                          | 28.516 ha                           | 19.210 ha                            | 20.611 ha                            | 17.510 ha                              | 114.162 ha                     | 492.869 ha                |
| Bayern                 | 950.045 ha                 | 159.527 ha                         | 69.758 ha                           | 49.359 ha                            | 61.725 ha                            | 49.726 ha                              | 110.839 ha                     | 1.450.979 ha              |
| Brandenburg + Berlin   | 254.678 ha                 | 75.021 ha                          | 35.536 ha                           | 31.193 ha                            | 69.493 ha                            | 70.678 ha                              | 102.661 ha                     | 668.479 ha                |
| Hamburg + Bremen       | 6.725 ha                   | -                                  | 791 ha                              | -                                    | -                                    | -                                      | -                              | 7.516 ha                  |
| Hessen                 | 67.983 ha                  | 5.999 ha                           | 9.998 ha                            | 18.395 ha                            | 26.793 ha                            | 19.595 ha                              | 69.983 ha                      | 218.746 ha                |
| Mecklenburg-Vorpommern | 64.575 ha                  | 16.591 ha                          | 17.286 ha                           | 28.115 ha                            | 32.188 ha                            | 19.968 ha                              | 15.200 ha                      | 220.646 ha                |
| Niedersachsen          | 314.954 ha                 | 98.615 ha                          | 74.322 ha                           | 66.339 ha                            | 67.928 ha                            | 29.790 ha                              | 54.875 ha                      | 706.823 ha                |
| Nordrhein-Westfalen    | 239.010 ha                 | 59.255 ha                          | 48.916 ha                           | 37.780 ha                            | 62.437 ha                            | 37.383 ha                              | 122.885 ha                     | 607.666 ha                |
| Rheinland-Pfalz        | 154.401 ha                 | 5.475 ha                           | 6.968 ha                            | 11.349 ha                            | 17.322 ha                            | 11.448 ha                              | 17.322 ha                      | 224.284 ha                |
| Saarland               | 20.370 ha                  | 783 ha                             | 1.175 ha                            | 783 ha                               | 5.484 ha                             | 783 ha                                 | -                              | 29.380 ha                 |
| Sachsen                | 127.371 ha                 | 11.362 ha                          | 10.166 ha                           | 9.966 ha                             | 25.913 ha                            | 16.544 ha                              | 29.102 ha                      | 240.790 ha                |
| Sachsen-Anhalt         | 121.064 ha                 | 27.102 ha                          | 12.555 ha                           | 16.740 ha                            | 29.394 ha                            | 32.782 ha                              | 25.608 ha                      | 289.257 ha                |
| Schleswig-Holstein     | 39.788 ha                  | 4.687 ha                           | 4.986 ha                            | 6.881 ha                             | 8.775 ha                             | 9.972 ha                               | 13.961 ha                      | 89.050 ha                 |
| Thüringen              | 130.193 ha                 | 13.984 ha                          | 12.555 ha                           | 12.799 ha                            | 14.534 ha                            | 12.607 ha                              | 27.534 ha                      | 239.193 ha                |
| Deutschland gesamt     | 2.733.389 ha               | 529.029 ha                         | 333.526 ha                          | 308.910 ha                           | 442.597 ha                           | 328.787 ha                             | 704.132 ha                     | 5.485.679 ha              |

### Liechtenstein
In Liechtenstein sind mit 6.865 Hektar rund 43 Prozent der Landesfläche mit Wald bedeckt. Davon befinden sich 8 Prozent im privaten Eigentum.

### Österreich
In Österreich gibt es rund 145.000 private Waldeigentümer, die über 80 Prozent der österreichischen Gesamtwaldfläche bewirtschaften. Der österreichische Privatwald teilt sich nach den Katasterauswertungen von 2013 wie folgt auf:
- Privatwald unter 200 Hektar (inklusive Kirchenwald): 1.827.729 Hektar mit einer durchschnittlichen Betriebsgröße von 9,2 Hektar
- Privatwald über 200 Hektar (inklusive Kirchenwald): 786.795 Hektar
- Gemeinschaftswald (z. B. Agrargemeinschaften): 351.471 Hektar

Die österreichische Waldinventur (ÖWI) erfasst den Wald nach anderen Kriterien als das Kataster und weist für den Erhebungszeitraum 2007 bis 2009 eine Gesamtwaldfläche in Österreich von 3,991 Millionen Hektar aus. Davon sind rund 3,268 Millionen Hektar oder 82,0 Prozent Privatwald:
- Privater Kleinwald unter 200 Hektar: 2,153 Millionen Hektar bzw. 54,0 Prozent der Gesamtwaldfläche
- Privatwald 200 - 1.000 Hektar: 386.000 Hektar bzw. 9,7 Prozent der Gesamtwaldfläche
- Privatwald > 1.000 Hektar: 729.000 Hektar bzw. 18,3 Prozent der Gesamtwaldfläche

#### Klassifizierung der Kleinwaldbesitzer in Österreich
- 40 % sind „traditionelle Waldeigentümer“ wie Bauern oder Nebenerwerbslandwirte.
- 28 % sind „Übergangstypen“ wie Kleinstädter mit landwirtschaftlichem Hintergrund oder Berufsaussteiger
- 32 % sind „neue Waldeigentümer“. Diese Gruppe setzt sich zusammen aus Hofaussteiger, urbane Waldeigentümer und Landwirtschaftsferne Waldeigentümer[14].

In einer neueren Studie wurden drei Typen von Waldbesitzern unterschieden. Die nutzungsorientierte Waldbesitzer (59 %), freizeitbezogene (30 %), und die traditionsverpflichtete Waldbesitzer (9 %). Die Gruppen unterscheiden sich hinsichtlich der Häufigkeit der Waldbesuche, der Besitzgröße, dem Erziehungsgrad und dem Geschlecht.

### Polen
Die Wälder Polens umfassen 9.163.800 Hektar und bedecken damit 29,3 Prozent der Landesfläche. 18,8 Prozent der polnischen Waldfläche befindet sich im privaten Eigentum.

### Schweiz
In der Schweiz befinden sich 30 Prozent der insgesamt 1,31 Millionen Hektar großen Waldfläche im privaten Eigentum. 240.000 bzw. 97 Prozent der rund 250.000 Schweizer Waldeigentümer sind Privatpersonen. Die durchschnittliche Waldstückgröße beträgt 1,42 Hektar.

### Europäische Union
In der Europäischen Union (EU-28) sind rund 158,8 Millionen Hektar bewaldet. Davon befinden sich 59,7 Prozent im privaten Eigentum. Den höchsten Privatwaldanteil hat Portugal mit 98,4 Prozent, den geringsten Bulgarien mit 13,2 Prozent.